# 1990 VA7
1990 VA7 är en asteroid i huvudbältet som upptäcktes den 12 november 1990 av de båda japanska astronomerna Minoru Kizawa och Hitoshi Shiozawa vid Fujieda-observatoriet i Fujieda.
Asteroiden har en diameter på ungefär 28 kilometer.